# Capnolagnia

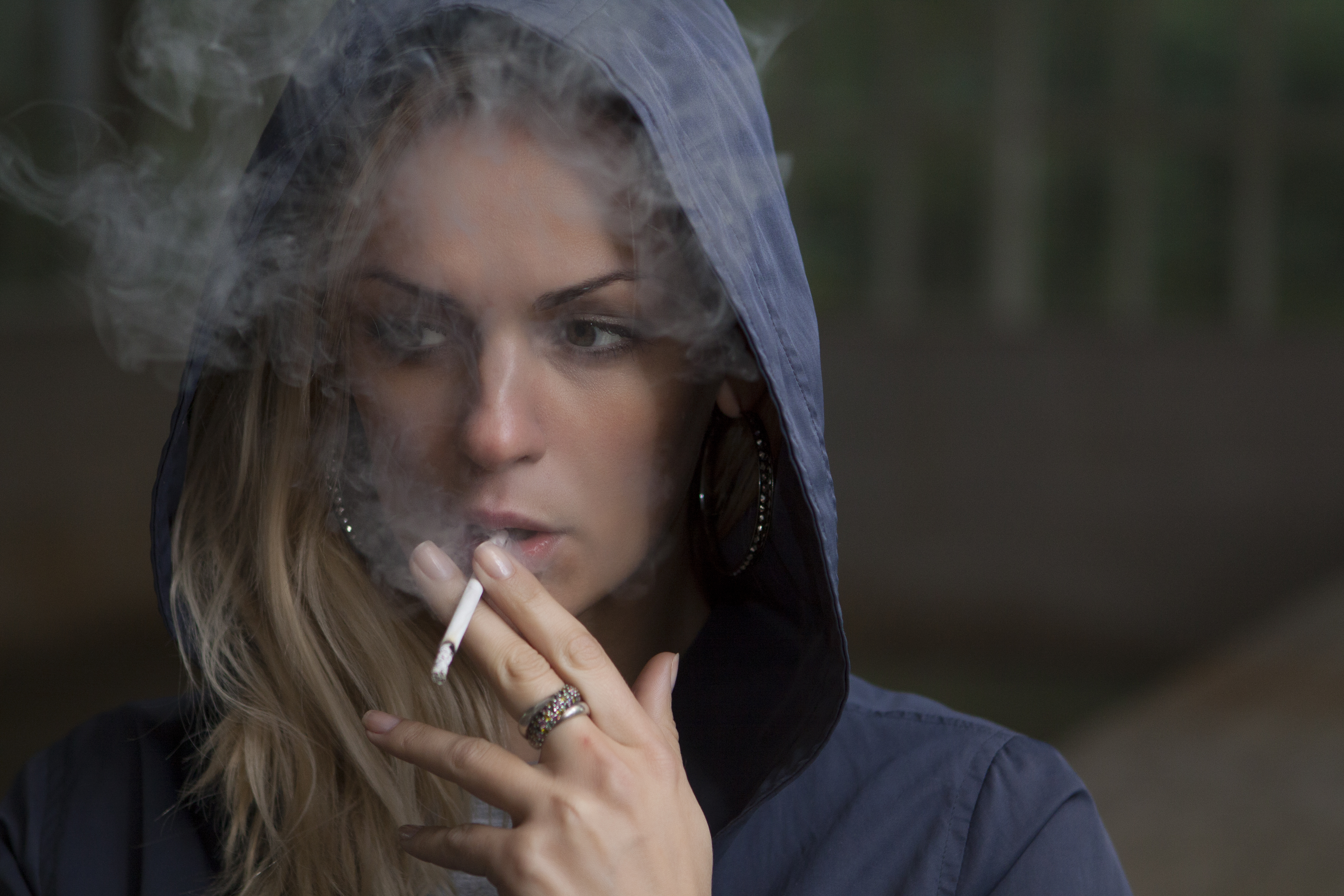
La modella e pornostar statunitense Carli Banks fotografata mentre fuma una sigaretta

La capnolagnia è una forma di feticismo, comunemente chiamato anche feticismo del fumo, basato sull'eccitazione sessuale generata dall'osservazione di una persona che fuma. Tra le origini di questo comportamento figurano l'infrangere quello che viene considerato un tabù e l'immagine di potere e sicurezza di sé trasmessa da una persona che fuma. All'interno della comunità gay vi è un'associazione con la mascolinità, legata al simbolismo fallico.
Tra gli uomini eterosessuali, questo feticismo è spesso associato con una fissazione orale e con la fellatio; oltre a essere associato all'immagine stessa di una donna che fuma, si ritiene che anche l'odore particolare del fumo espirato svolga un ruolo attivo nel causare l'eccitazione sessuale.

## BDSM
In una pratica nell'ambito del BDSM, il partner dominante mentre fuma una sigaretta soffia in faccia il fumo al proprio sottomesso o usa la sua bocca o parti del suo corpo come posacenere. Questo atto è generalmente legato all'umiliazione del partner sottomesso tramite l'insulto rappresentato dal fumo soffiato in faccia, ma può essere anche semplicemente legato al gusto e all'odore sgradevole della cenere o ai danni del fumo passivo in caso di masochisti che non godono con l'umiliazione.

## Immaginario collettivo
Nell'immaginario collettivo spicca lo stereotipo della femme fatale, seducente ed enigmatica, intenta a fumare nei classici film noir. Sempre all'ambito cinematografico è legata la figura del "duro" con la sigaretta in bocca, con attori quali Clark Gable, Gary Cooper e John Wayne ripresi soventemente in scene in cui fumano.
L'atto di fumare, ricollegato tipicamente alla mascolinità, si è andato via via diffondendo tra la popolazione femminile grazie anche all'accostamento con l'emancipazione sessuale.